# M/S Color Fantasy
M/S Color Fantasy är en kryssningfärja som går mellan Oslo och Kiel för Color Line. Fartyget är världens näst största kryssningsfärja[källa behövs]. Fartyget byggdes av Kvaerner Masa-Yards Pernovarvet i Åbo i Finland 2004. Fartygets systerfartyg är M/S Color Magic som är världens största kryssningsfärja med bildäck. 